# Пшеводовице
Пшеводовице (пољ. Przewodowice) је село у Пољској које се налази у војводству Лођ у повјату Равском у општини Рава Мазовјецка. Налази се у средини земље, око 70 km југозападно од Варшаве.
Налази се на реци Бјалка.
Кроз ово село пролази европски пут E67.
Број становника је око 120.
Од 1975. до 1998. године ово насеље се налазило у Скјерњевицком војводству.